# サンブル語
サンブル語（サンブルご、サンブル語: Sampur, ɔl Maa、スワヒリ語: Kisamburu、英: Samburu language）は東部ナイル諸語の北マア諸語に属する言語である。話者はケニア北部の高地に居住するサンブル族の人々である。

## 言語名別称
- Burkeneji
- E Lokop
- Lokop
- Nkutuk
- Sambur
- Sampur

## 方言
- Chamus (Ilcamus, Njemps)